# Арта
А́рта (грец. Άρτα), інколи Нарди (тур. Narda, алб. Narta) — місто в Греції, друге за величиною в Епірі, столиця однойменного ному Арта.

## Історія
Перше поселення в районі сучасного міста було засноване у 9 столітті до н. е. Згодом у 7 столітті до н. е. коринфяни назвали утворене тут місто Амбракією.
У 295 до н. е. епірський цар Пірр, а також правитель молосців, переніс столицю свого царства до Амбракії. Неодноразово на місто нападали римляни, зрештою 146 до н. е. місто стало частиною Римської імперії, а сама провінції Епір була перейменована лат. Epirus vetus — Старий Епір, щоб відрізнити його від Нового Епіру на сході. Перша згадка саме про місто Арта датується 1082 роком.
У 1204 після падіння Константинополя під натиском хрестоносців, він став столицею держави Епірський деспотат. Деспотат сягав Дурреса і включав всю північно-західну Елладу, Фессалію та північно-західну Македонію. Його засновником був Михайло І Комнін (1205—1215), родич візантійської династії Комнінів. Згодом послідовно змінювались «господарі» міста: італійська династія Орсіні (1318—1337), Сербська імперія (1337 — 1359), албанські (1359—1416) та італійські правителі з династії Токко (Карло II Токко, Леонардо III Токко).
Османи завоювали Арту 1449 року та перейменували на Нарди́. 1717 року місто окупували венеційці, 1797 року — французи. Османи повторно завоювали Арту 1799 р. Приєднання міста до незалежної Греції відбулось 1881 року на умовах укладеного між Туреччиною та Грецією Берлінського трактату.

## Населення
| Рік  | Населення |
| ---- | --------- |
| 1981 | 20,004    |
| 1991 | 23,710    |
| 2001 | 23,863    |

## Персоналії
- Пірр — гегемон Епірського союзу.
- Максим Грек — православний святий.
- Наполеон Зервас — грецький генерал доби Другої світової війни.
- Теодорос Циніс — герой Грецької революції.
- Ніколаос Скуфас — один із засновників «Філікі Етерія».
- Янніс Макріянніс — герой Грецької революції.
- Костас Кристаліс — поет.
- Янніс Мораліс — художник.
- Антоніос Нікополідіс — голкіпер футбольної національної збірної Греції.

## Пам'ятки
В місті є низка пам'яток візантійського періоду, зокрема:
- замок Арта;
- Міст Арти[en].